# ماركو مولاس
ماركو مولاس (بالإيطالية: Marco Mallus)‏ (24 يناير 1982 بكومو في إيطاليا - ) هو لاعب كرة قدم إيطالي في مركز قلب الدفاع. لعب مع نادي أنكونا ونادي تريفيزو ونادي ريجيانا 1919 ونادي كومو ونادي لنيانو ونادي فياريجو ونادي سودتيرول وAC Mezzocorona ‏ وAC Gozzano ‏ وتشيفيتانوفا كالتشيو ‏.

## وصلات خارجية
- ماركو مولاس على موقع قاعدة بيانات كرة القدم.إي يو (الإنجليزية)